# Célula B regulatória
As células B regulatórias (também chamadas de B-regs) são  uma pequena população de células B que participam da imunomodulação e da supressão das respostas imunes. Essas células regulam o sistema imunológico por diferentes mecanismos. O principal mecanismo é a produção da citocina antiinflamatória interleucina 10 (IL-10). Os efeitos regulatórios dos B-regs foram descritos em vários modelos de inflamação, doenças autoimunes, reações de transplante e na imunidade antitumoral.

## História
Na década de 1970, percebeu-se que B-regs podiam suprimir a reação imunológica independentemente da produção de anticorpos. Em 1996, o grupo de Janeway observou uma imunomodulação dr encefalomielite autoimune experimental (EAE) por células B. Resultados semelhantes foram mostrados em um modelo de colite crônica um ano depois. Então, um papel de Bregs foi encontrado em muitos modelos de camundongos de doenças autoimunes como artrite reumatóide ou lúpus eritematoso sistêmico (LES).

## Desenvolvimento e populações
As B-regs podem se desenvolver a partir de diferentes subconjuntos de células B. Se as células B-reg derivam exclusivamente de um progenitor específico ou se originam em subconjuntos de células B convencionais ainda é uma questão em aberto.

## Mecanismos de ação

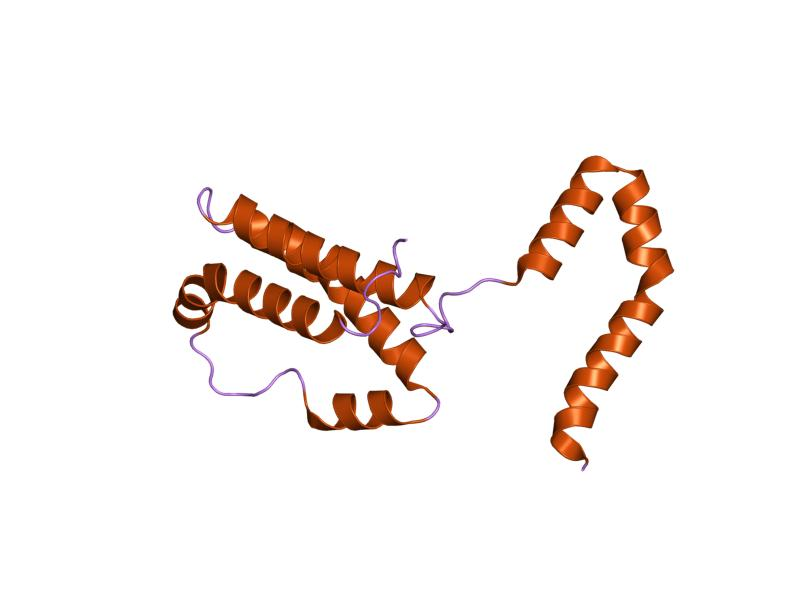
Estrutura da interleucina 10 (IL-10). Participante chave na biologia das B-regs

Existem vários mecanismos de ação de B-regs. No entanto, o mecanismo mais examinado é a produção de IL-10. A IL-10 tem fortes efeitos antiinflamatórios. Ele inibe reações inflamatórias mediadas por células T, especialmente reações imunológicas do tipo Th1. Isso foi mostrado, por exemplo, no modelo de EAE, CIA ou hipersensibilidade de contato. Da mesma forma, subconjuntos de células B regulatórias também demonstraram inibir as respostas Th1 através da produção de IL-10 durante doenças infecciosas crônicas, como a leishmaniose visceral. Outro mecanismo supressor empregado pelas B-regs é a produção do fator transformador de crescimento (TGF-β), outra citocina antiinflamatória.  O papel das B-regs na produção de TGF-β foi encontrado em camundongos com modelos de LES e diabetes . Outro mecanismo de atuação do Breg envolve moléculas de superfície, por exemplo FasL ou PD-L1, que causam a morte das células-alvo.